# Avifiloplomes
Els avifiloplomes (Avifilopluma) són un clade que agrupa tots els animals amb plomes. A diferència de la majoria de clades, que es defineixen a partir de les seves relacions, Avifilopluma es defineix a partir d'una apomorfia, és a dir, un caràcter físic únic compartit pels membres del grup i que no es troba fora del grup (en aquest cas, les plomes). Inclou tots els celurosaures i un parell de tetanurs basals.